# Latvijas kauss 1995
La Latvijas kauss 1995 fu la 53ª edizione del torneo. Fu vinta dallo Skonto per la seconda volta nella sua storia.

## Formula
Il torneo prevedeva sei turni ad eliminazione diretta, tutti con gare di sola andata; le squadre del più alto livello della piramide calcistica lettone entravano in gioco nei turni successivi.

### Struttura del torneo
| Turno            | Squadre che entrano in gioco                                                            | Squadre qualificate                     |
| ---------------- | --------------------------------------------------------------------------------------- | --------------------------------------- |
| Primo            |                                                                                         | -                                       |
| Secondo          | Quattro squadre della Virslīga 1995 (tutte tranne le prime quattro della Virslīga 1994) | Dodici del turno precedente             |
| Ottavi di finale | Quattro squadre della Virslīga 1995 (le prime quattro della Virslīga 1994)              | Dodici qualificate del turno precedente |
| Fase finale      | -                                                                                       | Otto qualificate del turno precedente   |

## Partite

### Primo turno
| Squadra 1            | Risultato | Squadra 2            |
| -------------------- | --------- | -------------------- |
| Amatieri Riga        | 2 - 1     | Cerība Preiļi        |
| Viļaka               | 1 - 4     | Lodi Cēsis           |
| Venta                | 1 - 0     | Jūrnieks             |
| Starts               | 4 - 2     | Vol'f-Lat Riga       |
| Sarma Tukums         | 0 - 4     | Lokomotiv Daugavpils |
| Namejs Jēkabpils     | 0 - 1     | DAG Liepāja          |
| Juras Akademija Riga | 0 - 3     | Jaunība Daugavpils   |
| Dialog Jelgava       | 6 - 0     | Valmiera             |
| AVV-LSPA Rīga        | 4 - 3     | Choėtika Riga        |
| Dardedze Aizkraukle  | 2 - 8     | Zanders Pulks Riga   |
| Valmiera             | 3 - 0     | Balvi                |
| Līvāni               | 3 - 4     | Abuls Smiltene       |

### Secondo turno
| Squadra 1            | Risultato       | Squadra 2          |
| -------------------- | --------------- | ------------------ |
| Amatieri Riga        | 0 - 2           | Vilan-D            |
| Lodi Cēsis           | 0 - 6           | Amstrig Rīga       |
| Venta                | 1 - 0           | Flaminko Riga      |
| Starts               | 0 - 1           | Pārdaugava         |
| Lokomotiv Daugavpils | 0 - 1           | Kvadrats           |
| Liepāja              | 3 - 3 (3-0 dtr) | Staiceles Bebri    |
| Jaunība Daugavpils   | 0 - 3           | Starts             |
| Dialog Jelgava       | 1 - 6           | Skonto/Metāls Rīga |
| AVV-LSPA Rīga        | 16 - 0          | Cēsis              |
| Zanders Pulks Riga   | 2 - 2 (6-5 dtr) | Latgale Daugavpils |
| Valmiera             | 1 - 3           | Vairogs Rēzekne    |
| Abuls Smiltene       | 1 - 6           | Nafta Ventspils    |

### Ottavi di finale
| Squadra 1       | Risultato       | Squadra 2          |
| --------------- | --------------- | ------------------ |
| Vilan-D         | 2 - 2 (6-7 dtr) | Amstrig Rīga       |
| Venta           | 3 - 1           | Olimpija Rīga      |
| Pārdaugava      | 4 - 1           | Kvadrats           |
| Liepāja         | 0 - 11          | Skonto             |
| Starts          | 2 - 4           | Skonto/Metāls Rīga |
| AVV-LSPA Rīga   | 1 - 4           | RAF Jelgava        |
| Vairogs Rēzekne | 2 - 0           | Zanders Pulks Riga |
| Nafta Ventspils | 0 - 2           | DAG Liepāja        |

### Quarti di finale
| Squadra 1          | Risultato      | Squadra 2   |
| ------------------ | -------------- | ----------- |
| Amstrig Rīga       | 4 - 0          | Venta       |
| Pārdaugava         | 0 - 5          | Skonto      |
| Skonto/Metāls Rīga | 1 - 2          | RAF Jelgava |
| Vairogs Rēzekne    | 2 -2 (2-4 dtr) | DAG Liepāja |

## Semifinali
| Squadra 1    | Risultato | Squadra 2   |
| ------------ | --------- | ----------- |
| Amstrig Rīga | 1 - 3     | Skonto      |
| RAF Jelgava  | 0 - 1     | DAG Liepāja |

## Finale
| Arbitro: | Romāns Lajuks (Riga) |

|                               |           |  |
| Baušev 51’, 57’ Astafjevs 78’ | Marcatori |  |